# Silkpunk
El Silkpunk se considera un derivado del género Steampunk, con la diferencia de que se enfoca en un contexto ambientado en la China de la Dinastía Han, siendo Ken Liu y su novela La gracia de los reyes un referente de esta tendencia.

## Características del Silkpunk
Ken Liu menciona en una entrevista las características detrás del origen de su propuesta por género: 

«Como el Steampunk, Silkpunk es una mezcla entre ciencia ficción y fantasía. Pero mientras el Steampunk toma su inspiración la estética tecnológica de cromo, cristal y metal de la era victoriana, Silkpunk toma inspiración de la antigüedad clásica del Oriente asiático. Mi novela está llena de tecnologías como cometas de batalla que elevan a sus duelistas por los aires aeronaves de bambú (y seda) propulsadas por grandes hélices emplumadas. Botes submarinos que se sumergen como ballenas conducidos por primitivos motores de vapor, y máquinas excavadoras de túneles mejoradas con conocimiento de hierbas, como también elementos de fantasía como dioses en disputa que intrigan, libros mágicos que nos dicen que hay dentro de nuestros corazones, bestias gigantes del mar que traen tormentas y llevan a los marinos a buscar la seguridad de las costas, e ilusionistas que manipulan el humo para espiar la mente de sus oponentes.
El vocabulario detrás de la tecnología Silkpunk está basado en materiales orgánicos históricamente importantes para el este de Asia (bambú, papel, seda) y culturas marineras del pacífico (cocos, conchas, coral) y la gramática tecnológica sigue principios biomecánicos como las invenciones dentro de El romance de los tres reinos. La estética general es una de suavidad y flexibilidad, propia de las culturas que habitan las islas.»”

## La obra de Ken Liu y el Silkpunk en la actualidad
Tras ganar el premio Locus 2016 con su novela La gracia de los reyes Ken Liu, en una presentación de su libro en España, dijo durante una entrevista que quería unir su pasión por lo tecnológico con toda esa verdadera alma de la cultura china. A la vez de que a nivel personal el autor no ve la fantasía ni la ciencia ficción como cosas distintas, realizando una distinción entre la literatura y su relación con la lógica de las metáforas a la vez que la fantasía la describe como metáforas explícitas, mencionando su preferencia por lo último.
Entre los autores contemporáneos a Ken Liu que han optado por tomar este concepto para la construcción del mundo y la tecnología dentro de sus obras se encuentran J.Y. Yang, quien decidió publicar simultáneamente las novelas Los hilos rojos de la fortuna y Las mareas negras del cielo. Yang menciona en una entrevista que las obras que ha creado cumplen con la estética bajo la que el género y su narrativa toman origen.
Otra de las convicciones tras el origen del Silkpunk se desprende de una entrevista en la que Ken Liu sostiene que el trato que le han dado a China por parte de la narrativa occidental han hecho difícil contar una historia que escape de los estereotipos siendo un motivo más por el que decidió crear un mundo de fantasía inspirado en el interior de esa región, pero no directamente análogo a esta.